# Apócrifo (literatura)

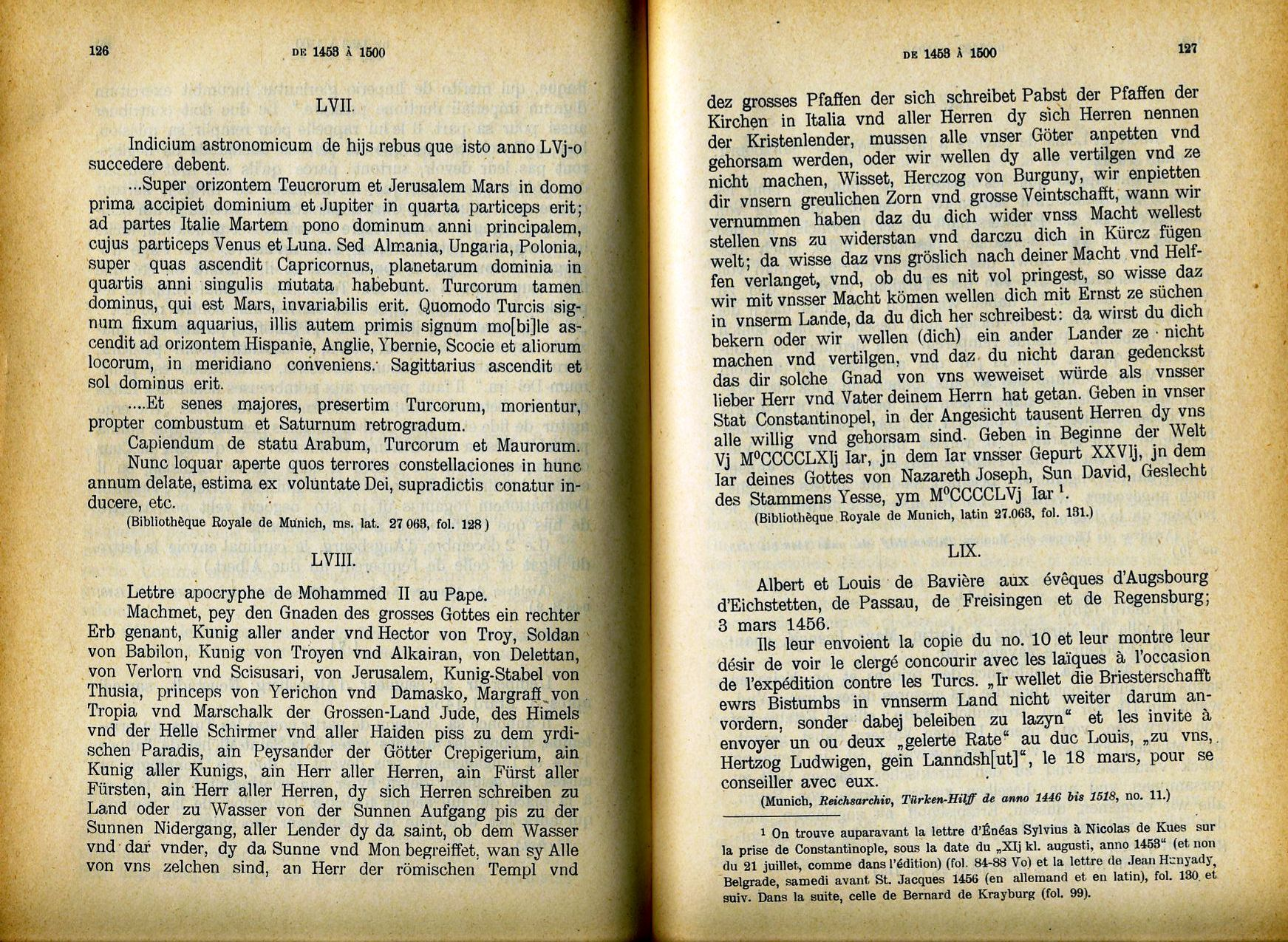
A carta apócrifa do Sultão Maomé II ao Papa, publicado por Nicolae Iorga. Série 4: 1453-1476, Paris; Bucareste, 1915, páginas 126-127.

Os apócrifos são escritos bíblicos ou relacionados que não fazem parte do cânone aceito das escrituras. Embora alguns possam ser de autoria ou autenticidade duvidosa, no cristianismo, a palavra apócrifo (ἀπόκρυφος) foi aplicada pela primeira vez a escritos que deveriam ser lidos em particular e não no contexto público dos cultos da igreja. Os apócrifos eram obras cristãs edificantes que não eram consideradas escrituras canônicas. Foi somente bem depois da Reforma Protestante que a palavra apócrifo foi usada por alguns eclesiásticos para significar "falso", "espúrio", "ruim" ou "herético".
Do ponto de vista protestante, os apócrifos bíblicos são um conjunto de textos incluídos na Septuaginta (a Bíblia hebraica em grego), usados por várias centenas de anos pelos judeus e pelos primeiros cristãos, e ainda pelo cristianismo ortodoxo. Nos séculos após a queda de Jerusalém, os estudiosos judeus compilaram o Texto Massorético em hebraico, que continua sendo o texto padrão usado pelos judeus. Alguns livros incluídos na Septuaginta não eram considerados canônicos, da Bíblia hebraica original, e foram separados e mantidos em grego. Mais tarde, quando Jerônimo traduziu o Cânone das Escrituras e produziu a Vulgata, ele rotulou esses livros como apócrifos. As Igrejas Católica e Ortodoxa os consideram deuterocanônicos, enquanto alguns protestantes os consideram apócrifos, ou seja, livros não canônicos que são úteis para a instrução. A Bíblia de Lutero os colocou em uma seção separada entre o Antigo Testamento e o Novo Testamento, chamada Apócrifos, uma convenção seguida pelas Bíblias protestantes [en] subsequentes. Alguns textos apócrifos não canônicos são chamados de pseudepígrafos, um termo que significa "falsa atribuição".
O adjetivo "apócrifo", que significa de autenticidade duvidosa, mítico, fictício, é registrado desde o final do século XVI.

## Etimologia
A origem da palavra é o adjetivo em latim medieval apocryphus (secreto, ou não-canônico), do adjetivo em grego ἀπόκρυφος, apokryphos (privado), do verbo ἀποκρύπτειν, apokryptein (esconder).
Vem do grego e é formado pela combinação de apo (longe) e kryptein (esconder ou ocultar).
A palavra apócrifo passou por uma grande mudança de significado ao longo dos séculos. A palavra apócrifo, em seu antigo uso cristão, significava originalmente um texto lido em particular, e não em ambientes públicos da igreja. Mais tarde, em inglês, passou a ter o sentido de esotérico, suspeito ou herético, em grande parte devido à interpretação protestante da utilidade de textos não canônicos.

## Escritos e objetos esotéricos
A palavra apócrifo (ἀπόκρυφος) foi aplicada pela primeira vez a escritos que eram mantidos em segredo porque eram veículos de conhecimento esotérico considerados muito profundos ou sagrados para serem revelados a qualquer pessoa que não fosse os iniciados. Por exemplo, os discípulos do gnóstico Pródico se gabavam de possuir os livros secretos (ἀπόκρυφα) de Zaratustra. O termo em geral gozava de grande consideração entre os gnósticos (consulte Atos de Tomé, pp. 10, 27, 44).
A sinóloga Anna Seidel [en] refere-se a textos e até mesmo itens produzidos por antigos sábios chineses como apócrifos e estudou seus usos durante as Seis Dinastias da China (220 a 589 d.C.). Esses artefatos eram usados como símbolos que legitimavam e garantiam o Mandato Celestial do Imperador. Entre os exemplos estão talismãs, gráficos, escritos, registros e tabulações. Os primeiros exemplos foram pedras, peças de jade, vasos de bronze e armas, mas passaram a incluir talismãs e diagramas mágicos.
Desde suas raízes na China da Dinastia Chou (1066 a 256 a.C.), esses itens passaram a ser superados em valor por textos da Dinastia Han (206 a.C. a 220 d.C.). A maioria desses textos foi destruída, pois os imperadores, especialmente durante a Dinastia Han, colecionavam esses objetos legitimadores e proscreveram, proibiram e queimaram quase todos eles para evitar que caíssem nas mãos de rivais políticos.

## Escritos de valor questionável
Apócrifos também eram aplicados a escritos que estavam ocultos não por causa de sua divindade, mas por causa de seu valor questionável para a igreja. O teólogo cristão Orígenes, em seus Comentários sobre Mateus, faz distinção entre os escritos que eram lidos pelas igrejas e os escritos apócrifos: "escrita não encontrada nos livros comuns e publicados, por um lado, [e] realmente encontrada nos secretos, por outro". O significado de apócrifo é aqui praticamente equivalente a "excluído do uso público da igreja" e prepara o caminho para um uso ainda menos favorável da palavra.

## Textos espúrios
No uso geral, a palavra apócrifo passou a significar "de autenticidade duvidosa". Esse significado também aparece no prólogo de Orígenes em seu comentário sobre o Cântico dos Cânticos:
"Com relação a essas escrituras, que são chamadas apócrifas, pelo fato de que muitas coisas são encontradas nelas corrompidas e contra a verdadeira fé transmitida pelos anciãos, agradou-lhes que não lhes fosse dado um lugar nem fossem admitidas à autoridade."

## Outros
O Decreto Gelasiano (geralmente considerado hoje como sendo o trabalho de um estudioso anônimo entre 519 e 553) refere-se a obras religiosas dos padres da igreja Eusébio, Tertuliano e Clemente de Alexandria como apócrifos. Agostinho definiu a palavra como significando simplesmente "obscuridade de origem", dando a entender que qualquer livro de autoria desconhecida ou autenticidade questionável seria considerado apócrifo. Jerônimo, em Prologus Galeatus [en], declarou que todos os livros fora do cânone hebraico eram apócrifos. Na prática, Jerônimo tratou alguns livros fora do cânone hebraico como se fossem canônicos, e a Igreja Ocidental não aceitou a definição de apócrifo de Jerônimo, mantendo o significado anterior da palavra. Como resultado, várias autoridades eclesiásticas rotularam diferentes livros como apócrifos, tratando-os com diferentes níveis de consideração.
Orígenes afirmou que "os livros canônicos, como os hebreus os transmitiram, são vinte e dois". Clemente de Alexandria e outros citaram alguns livros apócrifos como "escritura", "escritura divina", "inspirados" e similares. Os professores ligados à Palestina e familiarizados com o cânone hebraico (os livros protocanônicos) excluíram do cânone todo o Antigo Testamento que não se encontrava lá. Essa visão está refletida no cânone de Melitão de Sardes e nos prefácios e cartas de Jerônimo. Um terceiro ponto de vista era que os livros não eram tão valiosos quanto as escrituras canônicas da coleção hebraica, mas eram valiosos para usos morais, como textos introdutórios para novos convertidos do paganismo e para serem lidos em congregações. Elas foram chamadas de obras "eclesiásticas" por Rufino.
Em 1546, o Concílio Católico de Trento reconfirmou o cânone de Agostinho, datado dos séculos II e III, declarando: "Também deve ser anátema aquele que não receber esses livros inteiros, com todas as suas partes, como costumam ser lidos na Igreja Católica, e são encontrados nas edições antigas da Vulgata, como sagrados e canônicos". Todos os livros em questão, com exceção de I Esdras e II Esdras e a Prece de Manassés, foram declarados canônicos em Trento.
Os protestantes, em comparação, eram diferentes em sua opinião sobre os livros deuterocanônicos desde o início. Alguns os consideravam divinamente inspirados, outros os rejeitavam. Luteranos e anglicanos mantiveram os livros como leituras cristãs intertestamentárias e como parte da Bíblia (em uma seção chamada "Apócrifos"), mas nenhuma doutrina deveria ser baseada neles. John Wycliffe, um humanista cristão do século XIV, declarou em sua tradução bíblica que "qualquer livro do Antigo Testamento além desses vinte e cinco deve ser colocado entre os apócrifos, ou seja, sem autoridade ou crença." No entanto, sua tradução da Bíblia incluiu os livros apócrifos e a Epístola aos Laodicenses.
Martinho Lutero não classificou os livros apócrifos como sendo escrituras, mas na Bíblia de Lutero alemã (1534) os apócrifos são publicados em uma seção separada dos outros livros, embora as listas luterana e anglicana sejam diferentes. Os anabatistas usam a Bíblia de Lutero, que contém os livros intertestamentários; as cerimônias de casamento dos Amish incluem "a recontagem do casamento de Tobias e Sara nos apócrifos". Os pais do anabatismo, como Menno Simons, citavam "eles [os apócrifos] com a mesma autoridade e quase a mesma frequência que os livros da Bíblia hebraica" e os textos referentes aos martírios sob Antíoco IV em I Macabeus e II Macabeus são tidos em alta estima pelos anabatistas, que enfrentaram perseguição em sua história.
Nas edições reformadas (como a de Westminster), os leitores foram advertidos de que esses livros não deveriam "ser aprovados ou usados de forma diferente de outros escritos humanos". Uma distinção mais branda foi expressa em outros lugares, como no "argumento" que os introduz na Bíblia de Genebra e no Sexto Artigo da Igreja da Inglaterra, onde se diz que "os outros livros são lidos pela igreja para exemplo de vida e instrução de costumes", embora não para estabelecer doutrina. Entre alguns não-conformistas, o termo apócrifo começou a assumir conotações extras ou alteradas: não apenas de autenticidade duvidosa, mas com conteúdo espúrio ou falso. Os protestantes, por terem visões teológicas diferentes, não eram unânimes em adotar esses significados.
Em geral, os anabatistas e os protestantes magisteriais reconhecem os quatorze livros dos apócrifos como não canônicos, mas úteis para leitura "para exemplo de vida e instrução de costumes": uma visão que continua até hoje na Igreja Luterana, na Comunhão Anglicana mundial, entre muitas outras denominações, como as Igrejas Metodistas e as Reuniões Anuais dos Quakers. Liturgicamente, as Igrejas Católica, Metodista e Anglicana fazem uma leitura das escrituras do Livro de Tobias nos serviços do Santo Matrimônio.

De acordo com a Igreja Anglicana Ortodoxa:
Por outro lado, a Comunhão Anglicana sustenta enfaticamente que os apócrifos são parte da Bíblia e devem ser lidos com respeito por seus membros. Dois dos hinos usados na oração matinal do Livro de Oração Americano, o Benedictus es e o Benedicite, foram extraídos dos apócrifos. Uma das frases do ofertório na Santa Ceia vem de um livro apócrifo (Tob. 4: 8-9). As lições dos apócrifos são regularmente indicadas para serem lidas nos serviços diários, dominicais e especiais da Oração da Manhã e da Noite. Há um total de 111 dessas lições no Lecionário do Livro de Oração Americano revisado mais recentemente [Os livros usados são: II Esdras, Tobias, Sabedoria, Eclesiástico, Baruque, Três Filhos Sagrados e I Macabeus]. A posição da Igreja é melhor resumida nas palavras do Artigo Seis dos Trinta e Nove Artigos: "Em nome da Sagrada Escritura entendemos aqueles Livros canônicos do Antigo e do Novo Testamento, de cuja autoridade nunca houve qualquer dúvida na Igreja... E os outros livros (como Hierome [São Jerônimo] diz) a Igreja lê para exemplo de vida e instrução de costumes; mas ainda assim não os aplica para estabelecer qualquer doutrina".
Embora as Bíblias protestantes incluam historicamente 80 livros, 66 deles formam o cânone protestante (como listado na Confissão de Westminster de 1646), que tem sido bem estabelecido há séculos, com muitos hoje apoiando o uso dos apócrifos e outros contestando os apócrifos usando vários argumentos.

## Uso metafórico
O adjetivo apocryphal (em português: apócrifo) é comumente usado no inglês moderno para se referir a qualquer texto ou história considerada de veracidade ou autoridade duvidosa, embora possa conter alguma verdade moral. Nesse sentido metafórico mais amplo, a palavra sugere uma alegação de natureza folclórica, factoide ou lenda urbana.

## Budismo
Os apócrifos Játaca, do Cânone Pāli, como os que pertencem à coleção Paññāsajātaka, foram adaptados para se adequarem à cultura local em certos países do sudeste asiático e foram recontados com alterações nos enredos para melhor refletir a moral budista.
Dentro da tradição pali, os apócrifos Játaca de composição posterior (alguns datados até mesmo do século XIX) são tratados como uma categoria separada de literatura das histórias "oficiais" do Játaca que foram mais ou menos formalmente canonizadas desde, pelo menos, o século V - como atestado em amplas evidências epigráficas e arqueológicas, como ilustrações existentes em baixo relevo de paredes de templos antigos.

## Judaísmo
Os apócrifos judaicos, conhecidos em hebraico como הספרים החיצונים (Sefarim Hachizonim: "os livros externos"), são livros escritos em grande parte por judeus, especialmente durante o período do Segundo Templo, não aceitos como manuscritos sagrados quando a Bíblia hebraica foi canonizada. Alguns desses livros são considerados sagrados por alguns cristãos e estão incluídos em suas versões do Antigo Testamento. Os apócrifos judaicos se distinguem dos apócrifos do Novo Testamento e dos livros apócrifos por serem a única dessas coleções que funciona dentro de uma estrutura teológica judaica.
Embora os judeus ortodoxos acreditem na canonização exclusiva dos atuais 24 livros da Bíblia hebraica, eles também consideram a Torá Oral, que acreditam ter sido transmitida por Moisés, como sendo de autoridade. Alguns argumentam que os saduceus, ao contrário dos fariseus, mas como os samaritanos, parecem ter mantido um número anterior e menor de textos como canônicos, preferindo manter apenas o que estava escrito na Lei de Moisés (a Torá), tornando a maior parte do cânone atualmente aceito, tanto judaico quanto cristão, apócrifo aos seus olhos. Outros acreditam que muitas vezes se afirma erroneamente que os saduceus só aceitavam o Pentateuco (Torá). Dizia-se que os essênios na Judeia e os terapeutas no Egito tinham uma literatura secreta (consulte os Manuscritos do Mar Morto).
Outras tradições mantinham costumes diferentes em relação à canonicidade. Os judeus etíopes, por exemplo, parecem ter mantido uma difusão de textos canônicos semelhante à dos cristãos ortodoxos etíopes.

## Cristianismo

### Livros intertestamentários

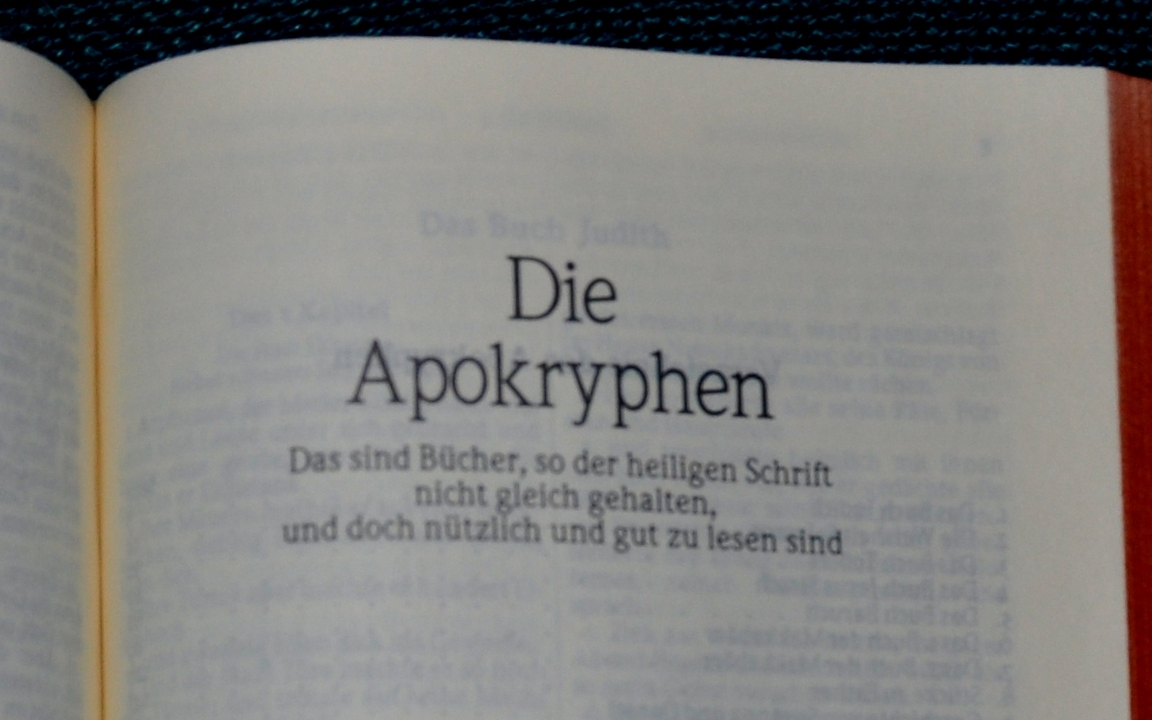
Cópias da Bíblia de Lutero incluem os livros deuterocanônicos como uma seção intertestamentária entre o Antigo Testamento e o Novo Testamento; eles são chamados de "apócrifos" nas igrejas cristãs que tiveram origem na Reforma.

Durante a Era Apostólica, muitos textos judaicos de origem helenística existiam no judaísmo e eram usados com frequência pelos cristãos. As autoridades patrísticas frequentemente reconheciam esses livros como importantes para o surgimento do cristianismo, mas a autoridade inspirada e o valor dos apócrifos permaneciam amplamente contestados. Os cristãos incluíram vários desses livros nos cânones das Bíblias cristãs, chamando-os de "apócrifos" ou "livros ocultos".
No século XVI, durante a Reforma Protestante, a validade canônica dos livros intertestamentários foi contestada e quatorze livros foram classificados em 80 livros das Bíblias Protestantes como uma seção intertestamentária chamada Apócrifos, que se estende entre o Antigo Testamento e o Novo Testamento. Antes de 1629, todas as Bíblias protestantes de língua inglesa incluíam o Antigo Testamento, os Apócrifos e o Novo Testamento; exemplos incluem a "Bíblia de Mateus (1537), a Grande Bíblia (1539), a Bíblia de Genebra (1560), a Bíblia do Bispo [en] (1568) e a Bíblia do Rei Jaime (1611)".
Quatorze dos oitenta livros bíblicos compõem os apócrifos protestantes, publicados pela primeira vez como tal na Bíblia de Lutero (1534). Muitos desses textos são considerados livros canônicos do Antigo Testamento pela Igreja Católica, afirmados pelo Concílio de Roma (382 d.C.) e posteriormente reafirmados pelo Concílio de Trento (1545-1563); todos os livros dos apócrifos protestantes são considerados canônicos pela Igreja Ortodoxa Oriental e são chamados de anagignoskomena pelo Sínodo de Jerusalém (1672). Até hoje, as leituras das escrituras dos apócrifos estão incluídas nos lecionários das Igrejas Luteranas e das Igrejas Anglicanas.
Os anabatistas usam a Bíblia de Lutero, que contém os livros intertestamentários; as cerimônias de casamento dos Amish incluem "a recontagem do casamento de Tobias e Sara nos apócrifos". A Comunhão Anglicana aceita os apócrifos protestantes "para instrução na vida e nos costumes, mas não para o estabelecimento de doutrina (Artigo VI dos Trinta e Nove Artigos)", e muitas "leituras do lecionário no Livro de Oração Comum são retiradas dos apócrifos", com essas lições sendo "lidas da mesma forma que as do Antigo Testamento".
O primeiro livro litúrgico metodista, The Sunday Service of the Methodists, emprega versos dos apócrifos, como na liturgia eucarística. Os apócrifos protestantes contêm três livros (I Esdras, II Esdras e a Prece de Manassés) que são aceitos por muitas Igrejas Ortodoxas Orientais como canônicos, mas são considerados não canônicos pela Igreja Católica e, portanto, não estão incluídos nas Bíblias católicas modernas.
Nos anos 1800, a British and Foreign Bible Society não publicava regularmente a seção intertestamentária em suas Bíblias, citando o custo de imprimir os apócrifos além do Antigo Testamento e do Novo Testamento como um fator importante; esse legado veio a caracterizar as Bíblias em inglês na Grã-Bretanha e nas Américas, ao contrário da Europa, onde as Bíblias protestantes são impressas com 80 livros em três seções: o Antigo Testamento, os Apócrifos e o Novo Testamento.
Atualmente, "as Bíblias inglesas com os apócrifos estão se tornando mais populares novamente", geralmente sendo impressas como livros intertestamentários. O Lecionário Comum Revisado, em uso pela maioria dos protestantes, incluindo metodistas e morávios, lista leituras dos apócrifos no calendário litúrgico, embora sejam fornecidas lições alternativas das escrituras do Antigo Testamento.
O status dos deuterocanônicos permanece inalterado no cristianismo católico e ortodoxo, embora haja uma diferença no número desses livros entre esses dois ramos do cristianismo. Algumas autoridades começaram a usar o termo deuterocanônico para se referir a essa coleção intertestamentária tradicional como livros do "segundo cânone". Esses livros são frequentemente vistos como uma ajuda para explicar as transições teológicas e culturais que ocorreram entre o Antigo e o Novo Testamento. Às vezes, eles também são chamados de "intertestamentários" por grupos religiosos que não reconhecem o judaísmo helenístico como pertencente aos testamentos judaico ou cristão.
Coleções ligeiramente variadas de livros apócrifos, deuterocanônicos ou intertestamentários da Bíblia fazem parte dos cânones católicos, ortodoxos e ortodoxos orientais. Os livros deuterocanônicos ou intertestamentários da Igreja Católica incluem Tobias, Judite, Baruque, Siraque, I Macabeus, II Macabeus, Sabedoria e acréscimos a Ester, Daniel e Baruque.
O Livro de Enoque está incluído no cânone bíblico das igrejas ortodoxas orientais da Etiópia e da Eritreia. A Epístola de Judas faz alusão a uma história do Livro de Enoque, e alguns acreditam que o uso desse livro também aparece nos quatro evangelhos e na Primeira Epístola de Pedro. No entanto, embora Jesus e seus discípulos às vezes usassem frases que também aparecem em alguns dos livros apócrifos, o Livro de Enoque nunca foi mencionado por Jesus. O escritor da Epístola de Barnabé, Ireneu, Tertuliano e Clemente de Alexandria e muitos outros do cristianismo primitivo acreditavam na genuinidade e na inspiração de Enoque. As Epístolas de Paulo e os Evangelhos também mostram influências do Livro dos Jubileus, que faz parte do cânone etíope, bem como a Assunção de Moisés e os Testamentos dos Doze Patriarcas, que não estão incluídos em nenhum cânone bíblico.

### Canonicidade
O estabelecimento de um cânone uniforme e amplamente estabelecido foi um processo de séculos, e o significado exato do termo cânone (assim como apócrifo) também passou por desenvolvimento. O processo canônico ocorreu com os crentes reconhecendo os escritos como sendo inspirados por Deus a partir de origens conhecidas ou aceitas, sendo posteriormente seguido pela afirmação oficial do que havia se tornado amplamente estabelecido por meio do estudo e do debate dos escritos.
O primeiro decreto eclesiástico sobre os livros canônicos das Escrituras Sagradas da Igreja Católica é atribuído ao Concílio de Roma (382) e corresponde ao de Trento. Martinho Lutero, assim como Jerônimo, favoreceu o cânone massorético para o Antigo Testamento, excluindo os livros apócrifos da Bíblia de Lutero como indignos de serem chamados de escrituras, mas incluiu a maioria deles em uma seção separada. Lutero não incluiu os livros deuterocanônicos em seu Antigo Testamento, chamando-os de "apócrifos, que são livros que não são considerados iguais às Escrituras Sagradas, mas são úteis e bons de ler".
A Igreja Ortodoxa Oriental aceita quatro outros livros em seu cânone além dos que estão contidos no cânone católico: Salmo 151, Prece de Manassés, III Macabeus e I Esdras.

#### Disputas
O status dos livros que a Igreja Católica chama de Deuterocanônicos (segundo cânone) e o Protestantismo chama de Apócrifos tem sido uma questão de discordância que precedeu a Reforma Protestante. Muitos acreditam que a tradução judaica da era pré-cristã (para o grego) das escrituras sagradas conhecida como Septuaginta, uma tradução grega das Escrituras Hebraicas originalmente compilada por volta de 280 a.C., incluía originalmente os escritos apócrifos em disputa, com pouca distinção entre eles e o restante do Antigo Testamento. Outros argumentam que a Septuaginta do primeiro século não continha esses livros, mas eles foram acrescentados posteriormente pelos cristãos.
Os primeiros manuscritos existentes da Septuaginta datam do século IV e sofrem muito com a falta de uniformidade no que diz respeito à inclusão de livros apócrifos, e alguns também contêm livros classificados como pseudepígrafos, dos quais os textos foram citados por alguns escritores no início do século II e nos séculos posteriores como sendo escrituras.
Embora alguns estudiosos concluam que o cânone judaico foi uma conquista da dinastia Hasmoneana, geralmente considera-se que ele não foi finalizado até cerca de 100 d.C. ou um pouco mais tarde, época em que considerações sobre a língua grega e o início da aceitação cristã da Septuaginta pesaram contra alguns dos textos. Alguns não foram aceitos pelos judeus como parte do cânone da Bíblia hebraica e os apócrifos não fazem parte do cânone histórico judaico.

Os primeiros padres da igreja, como Atanásio, Melitão, Orígenes e Cirilo de Jerusalém, falaram contra a canonicidade de grande parte ou de todos os apócrifos, mas a oposição mais importante foi a do erudito católico do século IV, Jerônimo, que preferia o cânone hebraico, enquanto Agostinho e outros preferiam o cânone mais amplo (grego), com ambos tendo seguidores nas gerações seguintes. A Catholic Encyclopedia afirma a respeito da Idade Média:
Na Igreja latina, durante toda a Idade Média [do século V ao século XV], encontramos evidências de hesitação sobre o caráter dos deuterocanônicos. Há uma corrente favorável a eles, outra nitidamente desfavorável à sua autoridade e sacralidade, enquanto oscilando entre as duas há um número de escritores cuja veneração por esses livros é temperada por alguma perplexidade quanto à sua posição exata, e entre eles destacamos São Tomás de Aquino. Poucos são os que reconhecem inequivocamente sua canonicidade.
A atitude predominante dos autores medievais ocidentais é substancialmente a dos padres gregos.
O cânone cristão mais amplo aceito por Agostinho tornou-se o cânone mais estabelecido na Igreja ocidental depois de ser promulgado para uso na Carta Pascal de Atanásio (por volta de 372 d.C.), no Sínodo de Roma (382 d.C., mas seu Decreto Gelasiano é geralmente considerado um acréscimo muito posterior) e nos concílios locais de Cartago e Hipona no norte da África (391 e 393 d.C.). Atanásio chamou de canônicos todos os livros da Bíblia hebraica, inclusive Baruque, mas excluiu Ester. Ele acrescenta que "há certos livros que os Padres designaram para serem lidos aos catecúmenos para edificação e instrução; esses são a Sabedoria de Salomão, a Sabedoria de Siraque (Eclesiástico), Ester, Judite, Tobias, a Didaquê, ou Doutrina dos Apóstolos, e o Pastor de Hermas. Todos os outros são apócrifos e invenções de hereges (Epístola Festal de 367)".
No entanto, nenhuma delas constituiu definições indiscutíveis, e dúvidas e desacordos acadêmicos significativos sobre a natureza dos apócrifos continuaram por séculos e até mesmo em Trento, que forneceu a primeira definição infalível do cânone católico em 1546.
No século XVI, os reformadores protestantes desafiaram a canonicidade dos livros encontrados na Septuaginta sobrevivente, mas não no Texto Massorético. Em resposta a esse desafio, após a morte de Martinho Lutero (8 de fevereiro de 1546), o Concílio Ecumênico de Trento declarou oficialmente ("infalivelmente") que esses livros (chamados de "deuterocanônicos" pelos católicos) faziam parte do cânone em abril de 1546 d.C. Embora os reformadores protestantes tenham rejeitado as partes do cânone que não faziam parte da Bíblia hebraica, eles incluíram os quatro livros do Novo Testamento que Lutero considerava de canonicidade duvidosa juntamente com os apócrifos em seu cânone de Lutero (embora a maioria tenha sido incluída separadamente em sua Bíblia, como foram em algumas edições da Bíblia do Rei Jaime até 1947).
O protestantismo, portanto, estabeleceu um cânone de 66 livros com os 39 livros baseados no antigo cânone hebraico, juntamente com os tradicionais 27 livros do Novo Testamento. Os protestantes também rejeitaram o termo católico "deuterocanônico" para esses escritos, preferindo aplicar o termo "apócrifo", que já estava em uso para outros escritos antigos e contestados. Como hoje (mas junto com outros motivos), vários reformadores argumentaram que esses livros continham erros doutrinários ou outros e, portanto, não deveriam ter sido adicionados ao cânone por esse motivo.
Explicar o cânone da Igreja Ortodoxa Oriental é difícil devido às diferenças de perspectiva com a Igreja Católica Romana na interpretação de como isso foi feito. Essas diferenças (em questões de autoridade jurisdicional) foram fatores que contribuíram para a separação entre os católicos romanos e os ortodoxos por volta de 1054, mas a formação do cânone que Trento viria a estabelecer oficialmente de forma definitiva foi em grande parte concluída no século V, se não resolvida, seis séculos antes da separação. Os livros canônicos assim estabelecidos pela igreja não dividida tornaram-se o cânone predominante para o que mais tarde se tornaria a Igreja Católica Romana e a Igreja Ortodoxa Oriental.
O Oriente já se diferenciava do Ocidente por não considerar todas as questões canônicas ainda estabelecidas e, posteriormente, adotou mais alguns livros em seu Antigo Testamento. Ele também permitiu que a consideração de mais alguns continuasse não totalmente decidida, o que levou, em alguns casos, à adoção em uma ou mais jurisdições, mas não em todas. Assim, hoje existem poucas diferenças remanescentes de cânone entre os ortodoxos, e todos os ortodoxos aceitam alguns livros a mais do que os que aparecem no cânone católico. Os Salmos de Salomão, III Macabeus, IV Macabeus, a Epístola de Jeremias, o Livro de Odes, a Prece de Manassés e o Salmo 151 estão incluídos em algumas cópias da Septuaginta, alguns dos quais são aceitos como canônicos pelos ortodoxos orientais e algumas outras igrejas. Os protestantes não aceitam nenhum desses livros adicionais como canônico, mas os consideram com o mesmo status dos outros apócrifos.
O Cristianismo Ortodoxo usa uma definição diferente da da Igreja Católica Romana para os livros de seu cânone que ela chama de deuterocanônicos, referindo-se a eles como uma classe de livros com menos autoridade do que outros livros do Antigo Testamento. Em contraste, a Igreja Católica usa esse termo para se referir a uma classe de livros que foram adicionados ao seu cânone mais tarde do que os outros livros do cânone do Antigo Testamento, considerando-os todos de igual autoridade.

### Apócrifos do Novo Testamento
Os apócrifos do Novo Testamento - livros semelhantes aos do Novo Testamento, mas quase universalmente rejeitados por católicos, ortodoxos e protestantes - incluem vários evangelhos. Alguns foram escritos pelos primeiros cristãos judeus. Outros foram produzidos por autores gnósticos ou membros de outros grupos posteriormente definidos como heterodoxos. Muitos textos que se acreditava estarem perdidos há séculos foram desenterrados nos séculos XIX e XX, produzindo especulações sobre sua importância no cristianismo primitivo entre os estudiosos religiosos, enquanto muitos outros sobrevivem apenas na forma de citações deles em outros escritos; para alguns, não se sabe mais do que o título. Artistas e teólogos se basearam nos apócrifos do Novo Testamento para questões como os nomes de Dimas e Gestas e detalhes sobre os Três Reis Magos. A primeira menção explícita da virgindade perpétua de Maria é encontrada no Evangelho de Tiago.
Antes do século V, os escritos cristãos que estavam sendo discutidos para inclusão no cânone, mas que ainda não haviam sido aceitos, foram classificados em um grupo conhecido como os antigos antilegomena. Todos eles eram candidatos ao Novo Testamento e incluíam vários livros que acabaram sendo aceitos, como: A Epístola aos Hebreus, Segunda Epístola de Pedro, Terceira Epístola de João e o Livro do Apocalipse. Nenhum desses livros aceitos pode ser considerado apócrifo agora, já que toda a cristandade os aceita como canônicos. Dos livros não canônicos, a Igreja Primitiva considerava alguns heréticos, mas via outros de forma bastante positiva.
Alguns cristãos, em uma extensão do significado, também podem considerar os livros não heréticos como "apócrifos" à maneira de Martinho Lutero: não canônicos, mas úteis para leitura. Essa categoria inclui livros como a Epístola de Barnabé, a Didaquê e O Pastor de Hermas, que às vezes são chamados de Padres Apostólicos. A tradição gnóstica foi uma fonte prolífica de evangelhos apócrifos.
Embora esses escritos tenham tomado emprestado do judaísmo os traços poéticos característicos da literatura apocalíptica, as seitas gnósticas insistiam amplamente em interpretações alegóricas baseadas em uma tradição apostólica secreta. Com elas, esses livros apócrifos eram altamente estimados. Um livro apócrifo gnóstico bem conhecido é o Evangelho de Tomé, cujo único texto completo foi encontrado na cidade egípcia de Nague Hamadi em 1945. O Evangelho de Judas, um evangelho gnóstico, também recebeu muita atenção da mídia quando foi reconstruído em 2006.
Católicos romanos, ortodoxos orientais e protestantes concordam com o cânone do Novo Testamento. Os ortodoxos etíopes, no passado, também incluíram a Primeira Epístola de Clemente, a Segunda Epístola de Clemente e O Pastor de Hermas em seu cânone do Novo Testamento.

#### Lista dos Sessenta
A Lista dos Sessenta, datada por volta do século VII, lista os sessenta livros da Bíblia. O autor desconhecido também lista muitos livros apócrifos que não estão incluídos entre os sessenta. Esses livros são:
- Livros de Adão [en]

- Primeiro Livro de Enoque

- Gênesis Apócrifo

- Testamento dos Doze Patriarcas

- Prece de José [en]

- Eldad e Medad

- Assunção de Moisés

- Salmos de Salomão

- Apocalipse de Elias [en]

- Ascensão de Isaías

- Apocalipse de Sofonias [en]

- Apocalipse de Zacarias

- Apocalipse Grego de Esdras

- História de Jaime

- Apocalipse de Pedro

- Itinerário e Ensinamentos dos Apóstolos

- Epístola de Barnabé

- Atos de Paulo

- Apocalipse de Paulo

- Didascália de Clemente

- Didascália de Inácio

- Didascália de Policarpo

- Evangelho segundo Barnabé[a]

- Evangelho segundo Mateus[b]

## Taoismo
Os textos proféticos chamados de Ch'an-wei foram escritos por sacerdotes taoístas da Dinastia Han (206 a.C. a 220 d.C.) para legitimar e refrear o poder imperial e tratam de objetos de tesouro que faziam parte dos tesouros reais da Dinastia Chou (1066 a 256 a.C.). Emergindo da instabilidade do Período dos Estados Combatentes (476-221 a.C.), os antigos estudiosos chineses viam o governo centralizado da Dinastia Chou como um modelo ideal a ser imitado pelo novo império Han.
Os Ch'an-wei são textos escritos por estudiosos Han sobre os tesouros reais Chou, só que não foram escritos para registrar a história por si só, mas para legitimar o atual reinado imperial. Esses textos assumiram a forma de histórias sobre textos e objetos conferidos aos imperadores pelo céu e que compunham a regalia real desses antigos reis-sábios (era assim que os imperadores Chou eram chamados nessa época, cerca de 500 anos após seu apogeu). O efeito desejado era confirmar o Mandato do Céu do imperador Han por meio da continuidade oferecida por sua posse desses mesmos talismãs sagrados.
É por causa desse registro politizado de sua história que é difícil reconstituir as origens exatas desses objetos. O que se sabe é que esses textos provavelmente foram produzidos por uma classe de literatos chamada fangshi [en]. Eles eram considerados especialistas ou ocultistas, por exemplo, adivinhos, astrólogos, alquimistas ou curandeiros. Acredita-se que foi dessa classe de nobres que surgiram os primeiros sacerdotes taoístas. Anna Seidel ressalta, entretanto, que a escassez de fontes relacionadas à formação do taoismo primitivo torna incerta a ligação exata entre os textos apócrifos e as crenças taoístas.